# Kammgarnspinnerei (Leipzig)

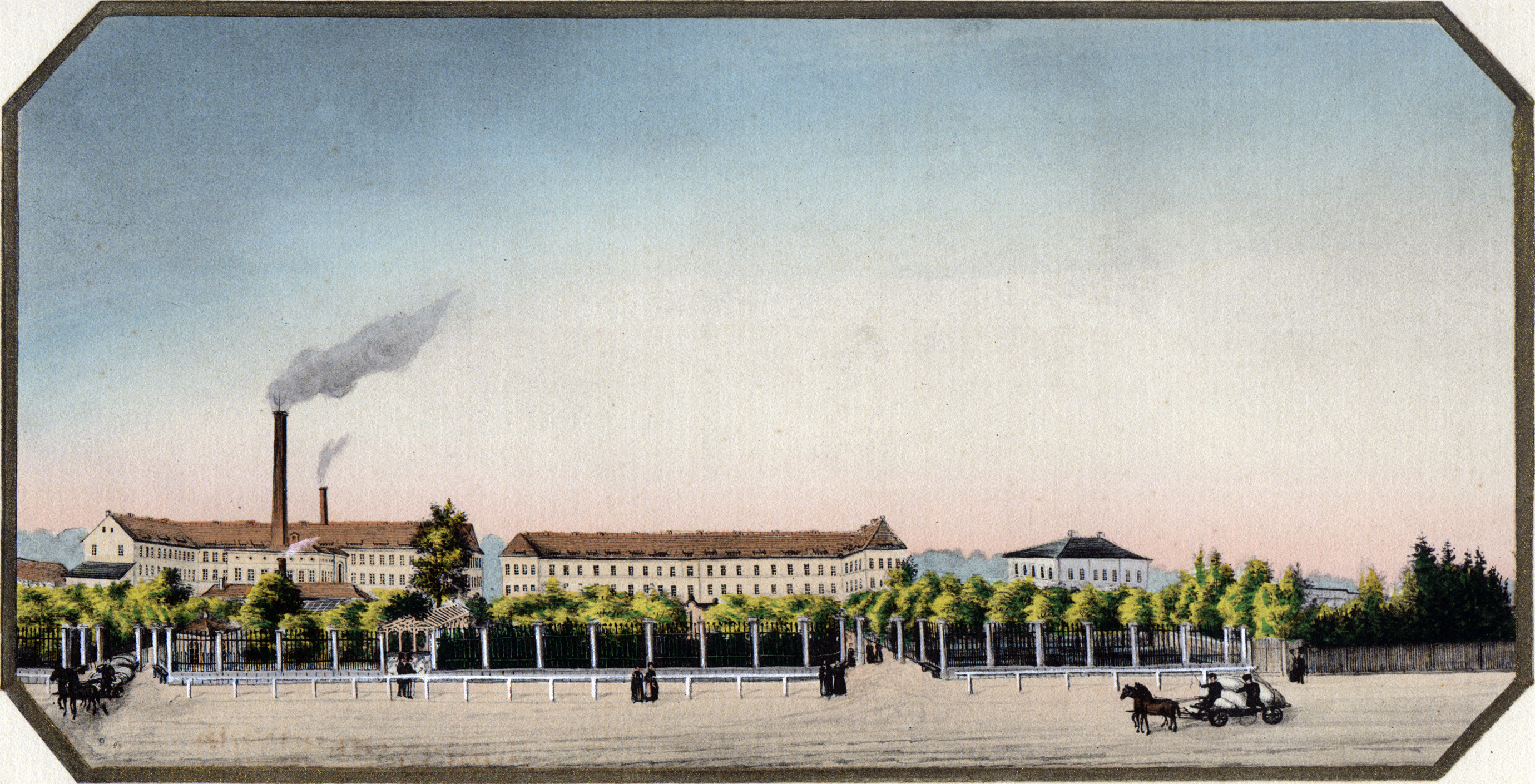
Kammgarnspinnerei zu Pfaffendorf (um 1840)

Die Kammgarnspinnerei zu Leipzig war ein Unternehmen der Textilindustrie in Leipzig. Das Betriebsgelände, das heute Teil des Leipziger Zoos ist, befand sich auf dem ehemaligen Vorwerk Pfaffendorf auf den späteren Grundstücken Pfaffendorfer Straße 31/33. Der Betrieb wurde 1830 als Kammgarnspinnerei zu Pfaffendorf von den Wollhändlern Ferdinand Hartmann und Wilhelm Hartmann als erste Fabrik in Leipzig gegründet, 1836 wurde sie Leipzigs erste Aktiengesellschaft.

## Wollhandlung als Vorläufer
Nachdem Ferdinand Hartmann durch Unterzeichnung einer „Verpflichtungsurkunde“ am 25. Juli 1822 das Bürgerrecht der Stadt Leipzig erlangte:27 – eine Voraussetzung für die Unternehmensgründung – gründete er zusammen mit Ferdinand Portius 1822 eine Wollhandlung.:26 Gemeinsam mit dem Kaufmann Benjamin Sieverts schloss er am 2. April 1823 einen Mietvertrag über das ehemalige Lazarettgebäude im Vorwerk Pfaffendorf.
Als Portius am 1. Mai 1829 aus dem Unternehmen ausschied, wurde Hartmanns Neffe Wilhelm Mitinhaber.:27 Nach der Heirat von Ferdinand Hartmann und Johanne Wilhelmine Schall erwarb Hartmanns Schwiegervater Traugott Johann Schall im Jahr 1829 vom Rat der Stadt Leipzig „von dem vor dem Hallischen Tor gelegenen Erbgut Pfaffendorf das unmittelbar hinter den Wohn- und Wirtschaftsgebäuden dieses Gutes selbst, im Jahre 1813 neu erbaute, anfänglich zu einem Lazareth bestimmte, nach hergestellten Frieden aber an eine Wollhandlung vermiethete Gebäude […]“ für 12.500 Taler und zunächst im Namen seiner beiden Söhne Christian Friedrich Schall und Wilhelm August Schall. Die beiden Brüder erteilten daraufhin ihrem Schwager Ferdinand Hartmann eine Vollmacht zur Inbesitznahme des Grundstücks.:29

## Gründung der Kammgarnspinnerei
Am 13. Januar 1830 reichten Hartmann und die Brüder Schall beim Rat der Stadt einen Antrag zum Umbau der Gebäude ein.:30–33 Zum Antrieb der Maschinen sollte die erste Dampfmaschine Leipzigs in Betrieb genommen werden.:33 Am 22. November 1830 waren die Bauarbeiten abgeschlossen und die Dampfmaschine aufgestellt.:37
Um die Fabrik seines Schwiegersohns zu fördern, zahlte Hartmanns Schwiegervater den Erbanteil der Tochter schon zu seinen Lebzeiten aus. Durch einen am 16. Mai 1831 vor dem Stadtgericht Leipzig geschlossenen Erbabfindungsvertrag erhielt Johanne Wilhelmine Hartmann „das ehemalige Raths-Lazareth-Gebäude bey Pfaffendorf“ mit den darin befindlichen „Dampf- und Spinnmaschinen“ gegen Zahlung einer jährlichen Rente an ihre Eltern. Da Wilhelm August Schall im Alter von 36 Jahren verstorben war und Christian Friedrich Schall seinen Anteil an die Schwester verkauft hatte, war Johanne Wilhelmine Hartmann seit 1831 alleinige Eigentümerin der Spinnerei.:46–48

## Umwandlung in eine Aktiengesellschaft

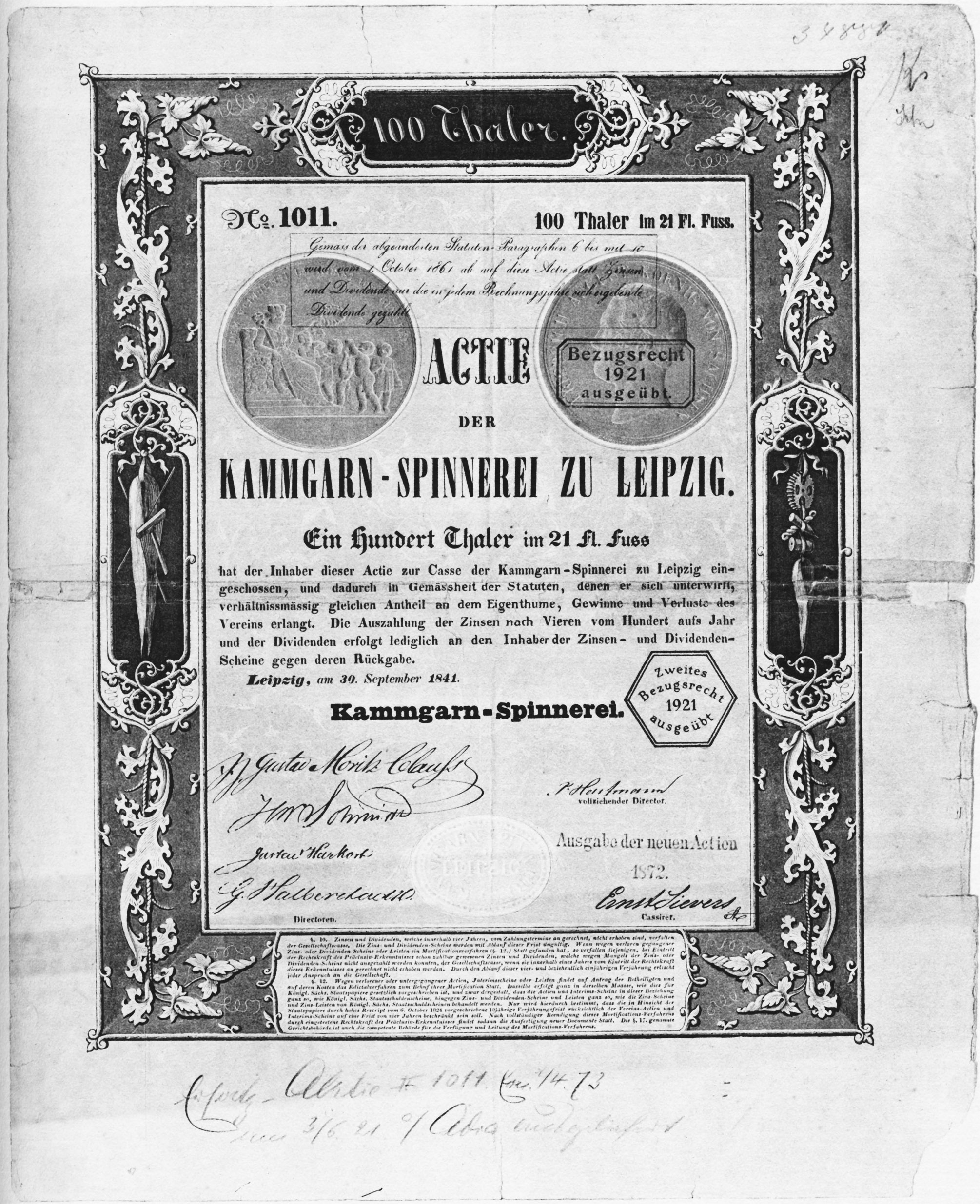
Erste Aktie der Kammgarnspinnerei zu Leipzig, ausgegeben am 30. September 1841

Um die Fabrik zu vergrößern, mussten sich Hartmann und sein Neffe Kapital beschaffen. Mit Unterstützung der Handelshäuser Dufour Gebrüder & Comp. und Carl & Gustav Harkort wandelten sie das Unternehmen 1836 in einen „Aktienverein“ um. Durch 41 Aktionäre erfolgte am 6. Dezember 1836 mit Rechnung ab 1. Januar 1837 die Gründung der ersten Aktiengesellschaft in Leipzig.:60–65 Die Gebäude und Maschinen kaufte der Aktienverein für 88.000 Taler von der bisherigen alleinigen Eigentümerin Johanne Wilhelmine Hartmann. Ferdinand Hartmann wurde „Vollziehender Direktor“ des Aktienvereins und Wilhelm Hartmann sein Stellvertreter.:66
Der neu gegründete Aktienverein erwarb im Februar 1838 die „Pfaffendorfer Lehde“, ein nördlich des Fabrikgebäudes gelegenes Gelände.:71 Ein weiterer Grunderwerb fand Ende des Jahres 1838 statt.:78

## Das Unternehmen nach Hartmanns Tod

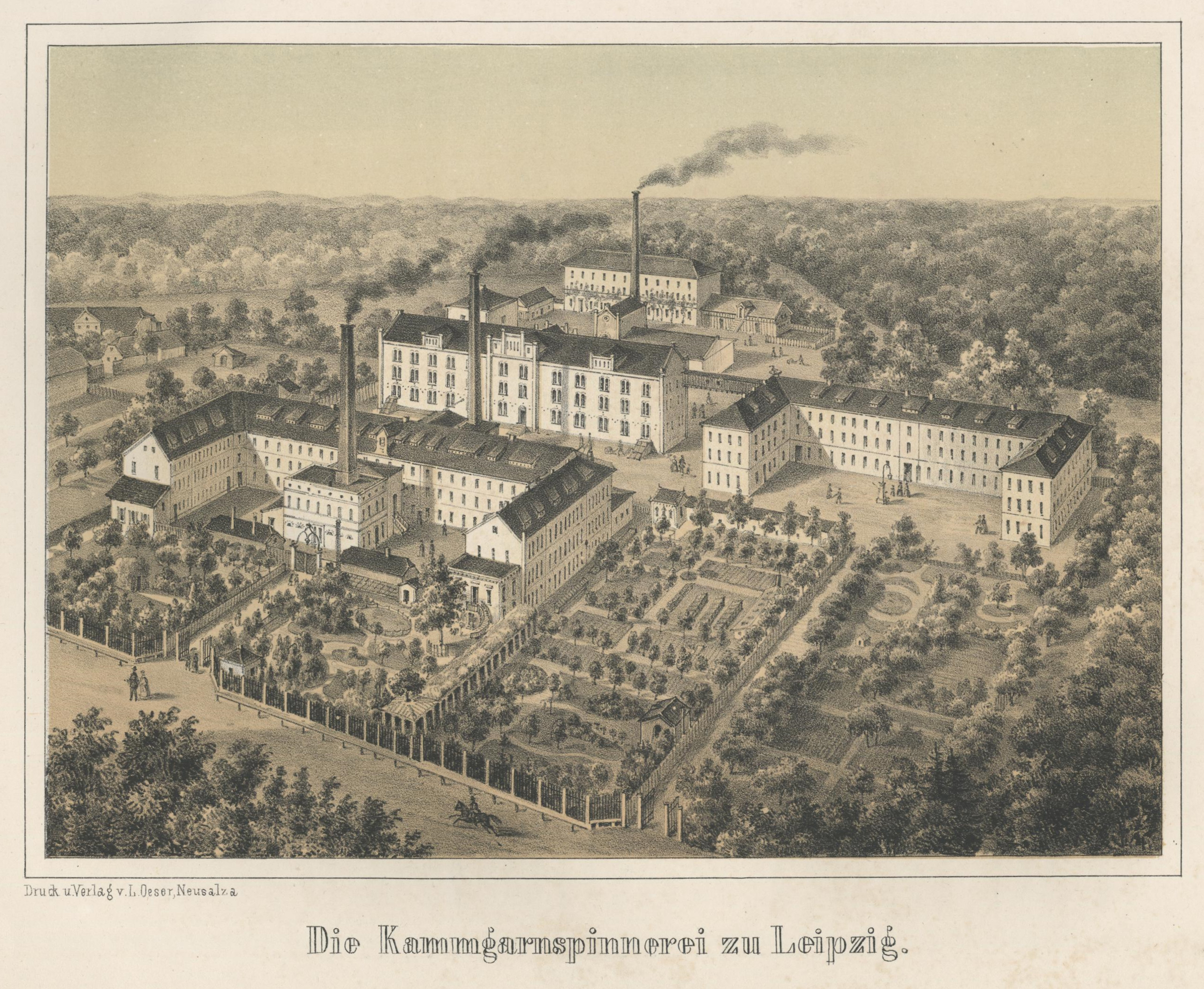
Kammgarnspinnerei (1856)

Kammgarnspinnerei (1895)

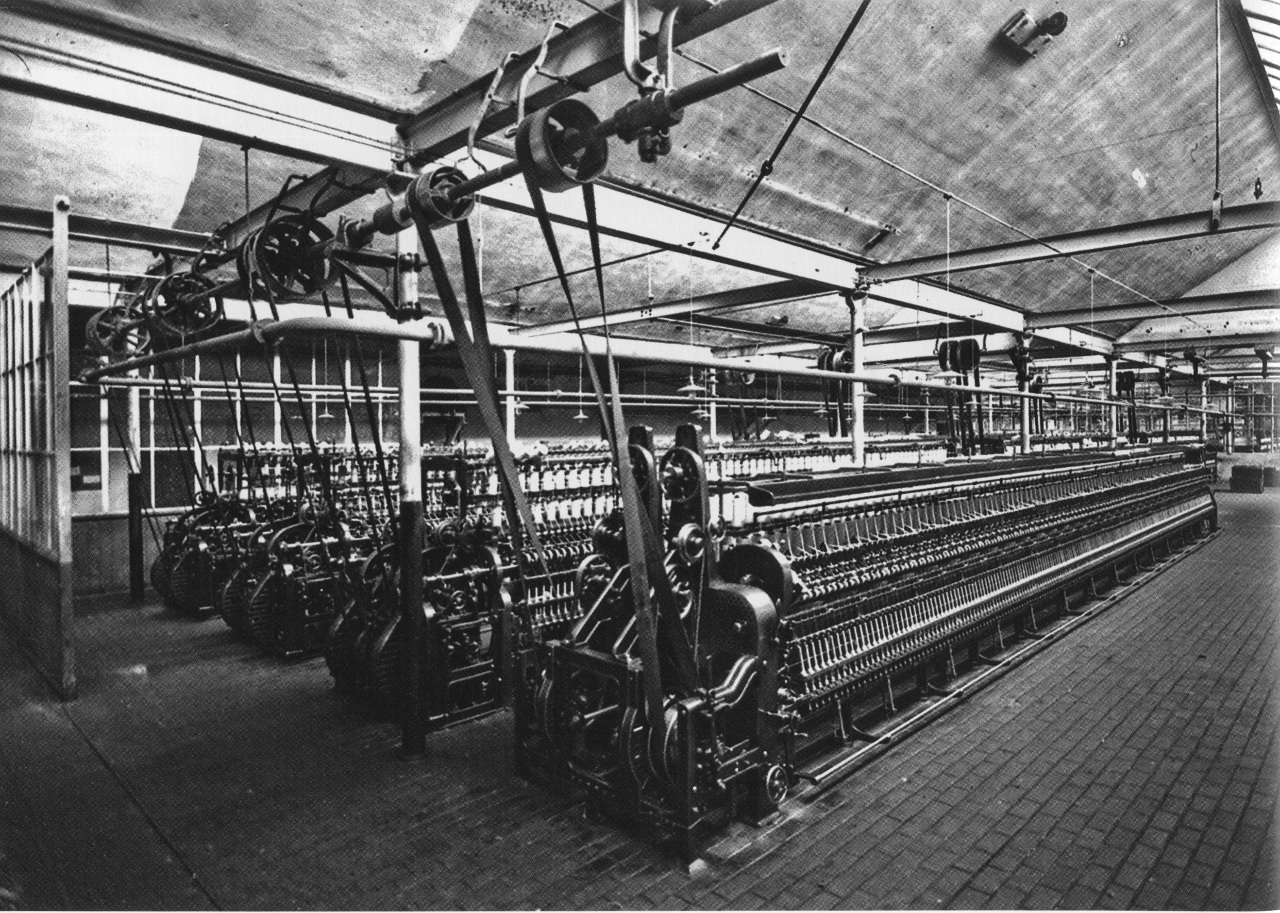
Innenansicht (1925)

Am 23. Oktober 1842 starb der Gründer Ferdinand Hartmann im Alter von 52 Jahren. Nachfolger als „Vollziehender Direktor“ wurde sein Neffe Wilhelm Hartmann. Dieser erweiterte im Jahre 1844 abermals das Fabrikgelände und kaufte vom Rat der Stadt 2.139 Quadratellen Land hinzu.:87 Am 28. April 1855 wurde die Kammgarnspinnerei in das Stadtgebiet von Leipzig eingemeindet, und die Firma des Unternehmens lautete von nun an Kammgarnspinnerei zu Leipzig.:99
1866 schied Wilhelm Hartmann aus dem Unternehmen aus.:108 f. Nach seinem Weggang gab es vielfältige Rationalisierungsmaßnahmen: Die Wollwäsche wurde neu gebaut, ein neues Vorspinnereisystem sowie eine Wollfettanlage zur Gewinnung von Rohwollfett wurden eingerichtet, in einem eigenen Gaswerk wurde Leuchtgas für die Werksanlagen hergestellt.:119
Nach dem Deutsch-Französischen Krieg wurde eine erneute Modernisierung in Angriff genommen. Dabei wurden die drei nicht mehr zeitgemäßen Dampfmaschinen durch eine neue ersetzt, außerdem wurde ein neues Spinnereigebäude erbaut. Erstmals seit Gründung des Unternehmens wurde das Aktienkapital um 250.000 Taler erhöht.:121 f. Der mit Inkrafttreten der ersten Aktienrechtsnovelle geforderte Aufsichtsrat wurde in einer außerordentlichen Generalversammlung am 6. Februar 1874 eingerichtet, außerdem führte von nun an ein Vorstand das Unternehmen.:123 Die Jahre zwischen 1880 und 1890 gehörten zu den geschäftlich erfolgreichsten des Unternehmens.:125 1885 wurde die große Spinnerei-Shedhalle bis zur Pfaffendorfer Straße hin erweitert. In diesem Jahr war die Spinnerei mit 100 Kammstühlen, 48.000 Spindeln, 1.200 Zwirnspindeln und 700 Beschäftigten die zweitgrößte in Deutschland.:127 1889 kaufte das Unternehmen die 7.000 m² großen Besitzungen von Götze. Es handelte sich um das von Ferdinand Hartmann und nach seinem Tode von Wilhelm Hartmann bewohnte Villengrundstück im Norden des Fabrikgeländes, das 1836 nicht an den Aktienverein veräußert wurde; es wurde als „Haus Pfaffendorf“ bezeichnet.:132
Bisher war die Spinnerei eine „Rohweiß-Spinnerei“, 1892 wurde eine Kammzugdruckerei und -färberei eingerichtet, die bereits 1895 durch eine neue Färberei ersetzt wurde.:134 1907 wurde der alte Spinnereihochbau abgebrochen und dafür ein Neubau als Beton-Shed-Konstruktion errichtet.:147
Im Ersten Weltkrieg produzierte die Spinnerei für den Heeresbedarf. 1917 wandte sie sich wegen Rohstoffmangels der Papiergarnspinnerei zu.:149

## Unter dem Dach der Spinnerei Coßmannsdorf
1927 erwarb die 1880 von Franz Dietel und Felix Schmidt  als oHG gegründete Spinnerei Coßmannsdorf GmbH in Hainsberg die Aktienmehrheit der Kammgarnspinnerei zu Leipzig.:125 f. Da die Spinnerei Coßmannsdorf eine Rohweiß-Spinnerei war, wurde die Kammgarnspinnerei zu Leipzig vollständig zur Buntspinnerei ausgebaut. Außerdem wurde die Kämmerei zum Teil umgebaut.:153
Das Sortiergebäude aus dem Jahr 1838 wich einem Neubau,:155 für den am 15. Mai 1935 der Grundstein gelegt wurde. Die Oberbauleitung des 1936 fertiggestellten neuen Sortiergebäudes hatte das Dresdner Architekturbüro Schilling & Graebner. Der Stahlbetonbau im Stil des Neuen Bauens hatte eine Fassade aus roten Verblendklinkern und grenzte direkt an den Zoo an. An seiner Südseite war er turmartig erhöht, die daran angrenzende tiefer liegende Dachzone trug ein markantes Sheddach.
1936 umfasste das Unternehmen eine Wollwäscherei, eine Wollkämmerei, 62.538 Spindeln sowie 10.585 Zwirnspindeln und beschäftigte etwa 1.430 Mitarbeiter.:155

## Nach dem Zweiten Weltkrieg
Nach den Zerstörungen im Zweiten Weltkrieg erfolgte der Wiederaufbau der Spinnerei, die nach dem Volksentscheid in Sachsen 1946 enteignet wurde. Sie firmierte fortan als VEB Kammgarnspinnerei Pfaffendorf. Die alte Firma Kammgarnspinnerei zu Leipzig wurde 1948 im Handelsregister gelöscht. Bereits 1949 wurde die Spinnerei als Werk II in den VEB Leipziger Wollkämmerei eingegliedert, 1951 jedoch aufgelöst und der Maschinenpark samt Belegschaft in die Gebäude der Leipziger Wollkämmerei verlegt.
In die Betriebsgebäude an der Pfaffendorfer Straße zog der VEB Kombinat ORSTA-Hydraulik Leipzig, zu dem am 1. Januar 1970 15 Hydraulikerzeugnis-Betriebe zusammengeschlossen wurden.
Nach 1990 wurde das Kombinat ORSTA-Hydraulik aufgelöst und das Gelände dem Zoo angegliedert. Am 24. Februar 2007 erfolgte die Sprengung des unter Denkmalschutz stehenden Sortiergebäudes von 1936, danach wurden die verbliebenen Spinnereigebäude abgebrochen. An ihrer Stelle entstand von 2007 bis 2011 die Tropenhalle Gondwanaland.

## Betriebsleitung der Kammgarnspinnerei

### Inhaber (bis 1838)
- 1830–1838: Ferdinand Hartmann (1790–1842)
- 1830–1838: Wilhelm Hartmann (1808–1872)

### „Vollziehende Direktoren“ (1838–1874)
- 1838–1842: Ferdinand Hartmann (1790–1842)
- 1843–1867: Wilhelm Hartmann (1808–1872)
- 1868–1874: Friedrich Carl Weber

### Vorstände (seit 1874)
- 1874: Friedrich Carl Weber
- 1874–1892: Kommerzienrat Carl Walther († 1892)
- 1874–1914: Kommerzienrat Ludwig Wenzel († 1921)
- 1905–1931: Gustav Bassenge (* 1862)
- 1905–1922: Luis Voget († 1922)
- 1922–1933: Alfred Kurtze
- ab 1931: Dr.-Ing. Hans Richard Wolf (* 1902)